# Abengourou
Abengourou é uma cidade da Costa do Marfim.
Fica a 210 km de Abidjan e sua população é de cerca de 144 mil habitantes. Faz parte do distrito de Comoé, junto à fronteira com o Gana.